# Polar (Crash Bandicoot)
Polar, es un personaje de la saga de videojuegos Crash Bandicoot.

## Descripción
Al igual que Pura, Polar era un cachorro de oso polar que daba paseos en el Ártico hasta que llegó Crash. Durante su primera aparición, era un personaje para montarlo (al igual que Pura en Crash Bandicoot 3). Fue un cameo en Crash Bandicoot 3 (solo apareció al principio y al final) y fue un personaje jugable en CTR y CNK (Crash Team Racing y Crash Nitro Kart), en CNK fue hipnotizado por N.Trance, pero se desconoce por qué es un enemigo en Crash Twinsanity (aunque que sea malo en ese juego no significa que es malo, ya que el juego Crash Twinsanity fue creado por Traveler`s Tales y no por la original compañía Naugthy Dog que creó a Polar), por lo tanto aún es la mascota de Crash, luego volvió a aparecer en ¡Crash Boom, Bang¡, pero era antropomórfico al igual que Pura, pero al menos, volvió a ser bueno.

## Crash Bandicoot 2
Aquí Polar es un personaje principal, ayuda a Crash a reunir los cristales en algunos niveles de nieve, e incluso a ayudarlo a llegar a un nivel secreto,en el segundo warp room lo encontraremos al lado del nivel "bear ir" si saltamos sobre el nos dara vidas extra.

## Crash Bandicoot 3: Warped
Es tan solo un cameo,polar junto a crash y coco escucha la historia de Aku Aku sobre su hermano gemelo Uka Uka.polar estaba enojado cuando Crash y Coco se fueron ya que, al parecer quería participar en la aventura y ayudar a Crash.En este juego se ve que Polar vive con Crash.Al final del juego se ve a Polar nuevamente junto a crash coco y su nuevo amigo pura.

## CTR
Aquí compite como los demás competidores tratando de ganar la carrera, y siguiendo los consejos de Aku-Aku. Al igual que Pura, su velocidad es baja, su aceleración intermedia y su giro es muy alto.
en su final alternativo dice que se hizo vendedor de helados e inventó atrevidos sabores.

## Crash Bash
Aquí aparece Polar y otros osos polares en los escenarios de Polar Push, Polar ayuda a Crash a ganar esos niveles.

## Crash Bandicoot XS
Aquí también ayuda a Crash a reunir los cristales,en algunos niveles de nieve y escapando de un jeti. teniendo un cameo al final viendo como Coco usaba su nuevo invento.

## Crash Nitro Kart
Aquí aparece como personaje oculto, y fue hipnotizado por la malvada N.Trance. Desde entonces, debido a la hipnosis, compite para la máscara Vel-Vok (máscara Velo), hasta que los hermanos Bandicoot lo sacan del trance y vuelve a la normalidad.

## Crash Fusión
También ayuda a Crash a pasar los diferentes niveles y también el debe derrotar a Nina Cortex al perseguirlo.

## Crash Twinsanity
Aparece poco antes del primer jefe, inexplicablemente, junto a los demás villanos de la saga que desean que Cortex acabe con crash mientras sostiene un bate de madera. A pesar de no haber dado información oficial al respecto, se cree que esto se debe al desconocimiento de la saga por la desarrolladora Traveller's Tales, quienes no son los creadores originales de Crash Bandicoot. También puede ser como si Polar estuviera enojado por todas las veces en las que Crash lo monto para conseguir los cristales.

## Crash Boom Bang!
Vuelve a ser bueno, pero era antropomórfico al igual que Pura y podía hablar.

## Trivia
- En crash bandicoot 2 cerca del nivel 8 veraz a polar hay que saltar 10 sobre el y tedara 10 vidas extra aunque solo funciona 1 sola vez.
- a pesar de que polar es un oso polar hace sonidos de perro,aunque en la versión beta polar hace sonido de oso polar real se desconoce el cambio.
- su tarjeta en crash fusión es la única tarjeta que desbloquea si intercambias tarjetas con otro jugador.
- Se desconoce el por qué en Crash Twinsanity es un villano, aunque quizás se debe a que es un error de programación de traveler's tales o tal vez Polar estaba enfadado con Crash por lo que pasó en juegos anteriores.
- En crash twinsanity polar comenzó a caminar en dos patas y más tarde en crash boom bang comenzaría actuar de manera antropomórfico junto a pura.